# Campionati del mondo di atletica leggera 1987 - 400 metri piani maschili
La gara dei 400 metri piani maschili dei Campionati del mondo di atletica leggera 1987 si è svolta tra il 30 agosto e il 3 settembre.

## Podio
| Pos.    | Atleta            | Nazionalità  | Tempo |
| ------- | ----------------- | ------------ | ----- |
| Oro     | Thomas Schönlebe  | Germania Est | 44"33 |
| Argento | Innocent Egbunike | Nigeria      | 44"56 |
| Bronzo  | Butch Reynolds    | Stati Uniti  | 44"80 |

## Situazione pre-gara

### Record
Prima di questa competizione, il record del mondo (RM) e il record dei campionati (RC) erano i seguenti:
| Record                | Prestazione | Atleta                | Data                                       | Competizione         |
| --------------------- | ----------- | --------------------- | ------------------------------------------ | -------------------- |
| Record mondiale       | 43"86a      | Lee Evans Stati Uniti | 18 ottobre 1968 Città del Messico, Messico | Giochi olimpici 1968 |
| Record dei campionati | 45"02       | Bert Cameron Giamaica | 10 agosto 1983 Helsinki, Finlandia         | Mondiali 1983        |

### Campioni in carica
I campioni in carica a livello olimpico e mondiale erano:
| Campione | Atleta                    | Prestazione | Data                                   | Competizione         |
| -------- | ------------------------- | ----------- | -------------------------------------- | -------------------- |
| Olimpico | Alonzo Babers Stati Uniti | 44"27       | 8 agosto 1984 Los Angeles, Stati Uniti | Giochi olimpici 1984 |
| Mondiale | Bert Cameron Stati Uniti  | 45"05       | 10 agosto 1983 Helsinki, Finlandia     | Mondiali 1983        |

### La stagione
Prima di questa gara, gli atleti con le migliori tre prestazioni dell'anno erano:
| Pos. | Atleta                     | Prestazione | Data                                   |
| ---- | -------------------------- | ----------- | -------------------------------------- |
| 1    | Butch Reynolds Stati Uniti | 44"10       | 3 maggio 1987 Columbus, Stati Uniti    |
| 2    | Innocent Egbunike Nigeria  | 44"17       | 19 agosto 1987 Zurigo, Svizzera        |
| 3    | Danny Everett Stati Uniti  | 44"47       | 6 giugno 1987 Baton Rouge, Stati Uniti |

## Risultati[3][4]

### Turni eliminatori
| 6 Batterie         | 30 agosto    | 48 iscritti   | Si qualificano i primi 4 (Q) + gli 8 migliori tempi (q). |
| 4 Quarti di finale | 31 agosto    | 8 + 8 + 8 + 8 | Si qualificano i primi 3 (Q) + i 6 migliori tempi (q).   |
| 2 Semifinali       | 1º settembre | 9 + 9         | Si qualificano i primi 4 (Q).                            |
| Finale             | 3 settembre  | 8 concorrenti |                                                          |

### Batterie
Domenica 30 agosto 1987
| Pos. | Atleta                 | Nazione      | Tempo | Note |
| ---- | ---------------------- | ------------ | ----- | ---- |
| 1    | Butch Reynolds         | Stati Uniti  | 45”51 | Q    |
| 2    | Susumu Takano          | Giappone     | 45”68 | Q    |
| 3    | Mathias Schersing      | Germania Est | 45”86 | Q    |
| 4    | Anton Skerritt         | Canada       | 46”15 | Q    |
| 5    | Mohamed Amer Al-Malky  | Oman         | 46”23 | q    |
| 6    | Bruce Phillip          | Dominica     | 46”56 |      |
| 7    | Félix Stevens          | Cuba         | 46”89 |      |
| 8    | Mohamed Hossain Milzer | Bangladesh   | dns   |      |

| Pos. | Atleta            | Nazione            | Tempo | Note |
| ---- | ----------------- | ------------------ | ----- | ---- |
| 1    | David Kitur       | Kenya              | 45”39 | Q    |
| 2    | Innocent Egbunike | Nigeria            | 45”84 | Q    |
| 3    | Elvis Forde       | Barbados           | 45”99 | Q    |
| 4    | Héctor Daley      | Panama             | 46”26 | Q    |
| 5    | Todd Bennett      | Regno Unito        | 46”58 |      |
| 6    | Lyndon George     | Saint Lucia        | 47”25 |      |
| 7    | Ian Morris        | Trinidad e Tobago  | 48”06 |      |
| 8    | Bienvenu Yagbongo | Rep. Centrafricana | 50”14 |      |

| Pos. | Atleta              | Nazione          | Tempo | Note |
| ---- | ------------------- | ---------------- | ----- | ---- |
| 1    | Gabriel Tiacoh      | Costa d'Avorio   | 45”65 | Q    |
| 2    | Darren Clark        | Australia        | 45”70 | Q    |
| 3    | Aleksandr Kurochkin | Unione Sovietica | 45”74 | Q    |
| 4    | Marcel Arnold       | Svizzera         | 45”76 | Q    |
| 5    | Devon Morris        | Giamaica         | 45”83 | q    |
| 6    | Ismail Mačev        | Jugoslavia       | 46”30 | q    |
| 7    | Gérson A. Souza     | Brasile          | 46”39 | q    |
| 8    | Yaya Seyba          | Mali             | dns   |      |

| Pos. | Atleta           | Nazione      | Tempo | Note |
| ---- | ---------------- | ------------ | ----- | ---- |
| 1    | Moses Ugbisie    | Nigeria      | 45”55 | Q    |
| 2    | Thomas Schönlebe | Germania Est | 45”85 | Q    |
| 3    | Antonio McKay    | Stati Uniti  | 46”30 | Q    |
| 4    | Roberto Ribaud   | Italia       | 46"37 | Q    |
| 5    | Yann Quentrec    | Francia      | 46”78 |      |
| 6    | Mark Senior      | Giamaica     | 47”30 |      |
| 7    | Adram M'Kumi     | Tanzania     | 47”39 |      |
| 8    | Dawda Jallow     | Gambia       | 48”40 |      |

| Pos. | Atleta            | Nazione        | Tempo | Note |
| ---- | ----------------- | -------------- | ----- | ---- |
| 1    | Derek Redmond     | Regno Unito    | 45”33 | Q    |
| 2    | Jens Carlowitz    | Germania Est   | 45”52 | Q    |
| 3    | Roddie Haley      | Stati Uniti    | 45”73 | Q    |
| 4    | Tito Sawe         | Kenya          | 45”93 | Q    |
| 5    | Luboš Balošák     | Cecoslovacchia | 46”49 | q    |
| 6    | Antonio Sánchez   | Spagna         | 46”54 | q    |
| 7    | Tamás Molnár      | Ungheria       | 46”80 |      |
| 8    | Elieser Wattebosi | Indonesia      | 47”32 |      |

| Pos. | Atleta            | Nazione                   | Tempo | Note |
| ---- | ----------------- | ------------------------- | ----- | ---- |
| 1    | Roberto Hernández | Cuba                      | 45”68 | Q    |
| 2    | John Anzrah       | Kenya                     | 45”91 | Q    |
| 3    | Bert Cameron      | Giamaica                  | 45”94 | Q    |
| 4    | Philip Brown      | Regno Unito               | 46”08 | Q    |
| 5    | Alemayehu Gudeta  | Etiopia                   | 46”25 | q    |
| 6    | Vladimir Prosin   | Unione Sovietica          | 46”26 | q    |
| 7    | Jesús Malavé      | Venezuela                 | 47”10 |      |
| 8    | Lenford O'Garro   | Saint Vincent e Grenadine | 49”19 |      |

### Quarti di finale
Lunedì 31 agosto 1987
| Pos. | Atleta            | Nazione      | Tempo | Note |
| ---- | ----------------- | ------------ | ----- | ---- |
| 1    | Derek Redmond     | Regno Unito  | 45”03 | Q    |
| 2    | Roberto Hernández | Cuba         | 45”33 | Q    |
| 3    | Mathias Schersing | Germania Est | 45”50 | Q    |
| 4    | Darren Clark      | Australia    | 45”58 | q    |
| 5    | Héctor Daley      | Panama       | 46”05 |      |
| 6    | Antonio Sánchez   | Spagna       | 46”19 |      |
| 7    | John Anzrah       | Kenya        | 46”45 |      |
| 8    | Alemayehu Gudeta  | Etiopia      | dns   |      |

| Pos. | Atleta                | Nazione          | Tempo | Note |
| ---- | --------------------- | ---------------- | ----- | ---- |
| 1    | Thomas Schönlebe      | Germania Est     | 44”81 | Q    |
| 2    | David Kitur           | Kenya            | 44”94 | Q    |
| 3    | Roddie Haley          | Stati Uniti      | 45”14 | Q    |
| 4    | Bert Cameron          | Giamaica         | 45”14 | q    |
| 5    | Susumu Takano         | Giappone         | 45”81 | q    |
| 6    | Mohamed Amer Al-Malky | Oman             | 45”94 |      |
| 7    | Vladimir Prosin       | Unione Sovietica | 45”94 |      |
| 8    | Luboš Balošák         | Cecoslovacchia   | 46”76 |      |

| Pos. | Atleta              | Nazione          | Tempo | Note |
| ---- | ------------------- | ---------------- | ----- | ---- |
| 1    | Innocent Egbunike   | Nigeria          | 45”46 | Q    |
| 2    | Devon Morris        | Giamaica         | 45”49 | Q    |
| 3    | Butch Reynolds      | Stati Uniti      | 45”49 | Q    |
| 4    | Anton Skerritt      | Canada           | 45”65 | q    |
| 5    | Aleksandr Kurochkin | Unione Sovietica | 45”76 | q    |
| 6    | Tito Sawe           | Kenya            | 45”93 |      |
| 7    | Gérson A. Souza     | Brasile          | 46”46 |      |
| 8    | Ismail Mačev        | Jugoslavia       | 46”54 |      |

| Pos. | Atleta         | Nazione        | Tempo | Note |
| ---- | -------------- | -------------- | ----- | ---- |
| 1    | Jens Carlowitz | Germania Est   | 45”27 | Q    |
| 2    | Moses Ugbisie  | Nigeria        | 45”30 | Q    |
| 3    | Gabriel Tiacoh | Costa d'Avorio | 45”33 | Q    |
| 4    | Marcel Arnold  | Svizzera       | 45”76 | q    |
| 5    | Antonio McKay  | Stati Uniti    | 45”85 |      |
| 6    | Elvis Forde    | Barbados       | 45”92 |      |
| 7    | Philip Brown   | Regno Unito    | 46”49 |      |
| 8    | Roberto Ribaud | Italia         | 46”68 |      |

### Semifinali
Martedì 1º settembre 1987
| Pos. | Atleta              | Nazione          | Tempo | Note             |
| ---- | ------------------- | ---------------- | ----- | ---------------- |
| 1    | Innocent Egbunike   | Nigeria          | 44”26 | Q                |
| 2    | Thomas Schönlebe    | Germania Est     | 44”60 | Q                |
| 3    | Roberto Hernández   | Cuba             | 44”83 | Q                |
| 4    | Roddie Haley        | Stati Uniti      | 45”21 | Q                |
| 5    | Marcel Arnold       | Svizzera         | 45”26 | Record nazionale |
| 6    | Anton Skerritt      | Canada           | 45”62 | Record nazionale |
| 7    | Mathias Schersing   | Germania Est     | 45”67 |                  |
| 8    | Aleksandr Kurochkin | Unione Sovietica | 45”73 |                  |
| 9    | Devon Morris        | Giamaica         | 45”76 |                  |

| Pos. | Atleta         | Nazione        | Tempo | Note |
| ---- | -------------- | -------------- | ----- | ---- |
| 1    | Derek Redmond  | Regno Unito    | 44”50 | Q    |
| 2    | Gabriel Tiacoh | Costa d'Avorio | 44”69 | Q    |
| 3    | David Kitur    | Kenya          | 44”73 | Q    |
| 4    | Butch Reynolds | Stati Uniti    | 44”94 | Q    |
| 5    | Jens Carlowitz | Germania Est   | 44”97 |      |
| 6    | Bert Cameron   | Giamaica       | 45”19 |      |
| 7    | Moses Ugbisie  | Nigeria        | 45”72 |      |
| 8    | Darren Clark   | Australia      | 45”93 |      |
| 9    | Susumu Takano  | Giappone       | dns   |      |

### Finale
Giovedì 3 settembre 1987
| Pos.    | Corsia | Atleta            | Età | Nazione        | Tempo | Nota           |
| ------- | ------ | ----------------- | --- | -------------- | ----- | -------------- |
| Oro     | 3      | Thomas Schönlebe  | 22  | Germania Est   | 44”33 | Record europeo |
| Argento | 5      | Innocent Egbunike | 25  | Nigeria        | 44”56 |                |
| Bronzo  | 7      | Butch Reynolds    | 23  | Stati Uniti    | 44”80 |                |
| 4       | 2      | Roberto Hernández | 20  | Cuba           | 44”99 |                |
| 5       | 6      | Derek Redmond     | 22  | Regno Unito    | 45”06 |                |
| 6       | 8      | David Kitur       | 24  | Kenya          | 45”34 |                |
| 7       | 4      | Gabriel Tiacoh    | 23  | Costa d'Avorio | 46”27 |                |
| 8       | 1      | Roddie Haley      | 21  | Stati Uniti    | 46”77 |                |